# Joseph Spruyt
Joseph Spruyt, né le 25 février 1943 à Viersel, est un coureur cycliste belge.

## Biographie
Il est professionnel de 1965 à 1976.
Alors membre de l'équipe d'Eddy Merckx, il remporte trois étapes du Tour de France et porte le maillot jaune une journée en 1967.

## Palmarès
- 1963
  - Gand-Ypres
  - Bruxelles-Liedekerke
  - 2e de Gand-Wevelgem amateurs
  - 3e du Grand Prix Vic. Bodson
- 1964
  - 11e étape de la Course de la Paix
  - Une étape des Trois Jours d'Hénin-Liétard
  - Coupe Egide Schoeters
  - 11e étape du Tour de l'Avenir
  - 3e du Circuit des régions flamandes
- 1965
  - 8e étape de Paris-Nice
  - Course des raisins
  - 2e du Tour des Flandres des indépendants
  - 2e de Courtrai-Gammerages
- 1966
  - Grand Prix de l'Escaut
  - 2e de la Flèche Hesbignonne
  - 3e du Grand Prix E3
  - 3e du Tour du Condroz
- 1967
  -  Champion de Belgique interclubs
  - 2e du Circuit Het Volk
  - 3e de À travers la Belgique
  - 8e de Bordeaux-Paris
- 1968
  - Kessel-Lier
  - 10e du Tour d'Espagne
- 1969
  -  Champion de Belgique interclubs
  - 22ea étape du Tour de France
  - 2e de la Flèche des polders
  - 10e du Tour des Flandres
- 1970
  - 5eb étape du Tour de France
- 1971
  - Flèche brabançonne
  - 2e du championnat de Belgique sur route
  - 3e du Championnat des Flandres
  - 6e de Milan-San Remo
- 1972
  - 9e du Tour de la Nouvelle-France
- 1973
  - 3e du Championnat des Flandres
- 1974
  - 12e étape du Tour de France
  - 2e du Omloop van de Westkust

## Résultats sur les grands tours

### Tour de France
8 participations
- 1966 : hors délais (16e étape)
- 1967 : 47e,  maillot jaune pendant un jour
- 1969 : 28e, vainqueur de la 22ea étape
- 1970 : 46e, vainqueur de la 5eb étape
- 1971 : 44e
- 1972 : non-partant (10e étape)
- 1974 : 50e, vainqueur de la 12e étape
- 1975 : abandon (22e étape)

### Tour d'Italie
4 participations
- 1968 : 42e
- 1970 : 54e
- 1972 : 46e
- 1973 : 42e

### Tour d'Espagne
4 participations
- 1965 : 37e
- 1967 : 52e
- 1968 : 10e
- 1973 : 49e